# Anton Bloem
Anton Joseph Bloem (* 9. November 1814 in Wesel; † 5. Februar 1884 in Berlin) war ein deutscher Anwalt und Parlamentarier.

## Leben
Anton Bloem studierte an den Universitäten Bonn und Heidelberg Rechtswissenschaften. 1833 wurde er Mitglied des Corps Guestphalia Bonn. 1842 erhielt er seine Zulassung als Anwalt am Landgericht Düsseldorf.
Bloem wurde als Anwalt durch einige öffentlichkeitswirksame Prozesse bekannt. So erzielte er im Zusammenhang mit dem Düsseldorfer Aufstand vom 9. und 10. Mai 1849 einen Freispruch im Verfahren gegen den Journalisten Wilhelm Eissenbarth, der wegen Verleumdung der mit der Aufrechterhaltung der öffentlichen Ordnung beauftragten Personen angeklagt war. 1850 verteidigte er Julius Wulff, den Mitbegründer der Düsseldorfer sozialdemokratischen Bewegung und Präsidenten des Düsseldorfer Volksklubs, in einem Verfahren wegen „Aufreizung zur Rebellion“. Er vertrat Sophie von Hatzfeldt in ihrem Scheidungsprozess und war langjähriger Rechtsbeistand von Ferdinand Lassalle. Um 1873 war er – inzwischen Advokat-Anwalt a. D. – Direktor der Rheinisch-Westfälischen Genossenschaftsbank in Köln.
Bloem war Mitglied im Verein für demokratische Monarchie. Von 1847 bis 1848 gehörte er dem Gemeinderat der Stadt Düsseldorf für die II. Klasse an. Er beteiligte sich im März 1848 an der Düsseldorfer Petitionsbewegung. Im Mai 1848 wurde er in die Preußische Nationalversammlung gewählt. Sein Abgeordnetenbild zierte die Unterschrift: „Würde die bewaffnete Macht gegen uns einschreiten, so wäre dies dieselbe rohe Gewalt, nur von oben, und gegen diese protestiere ich ebenso feierlich wie gegen jede rohe Gewalt, die von unten kommt, Sitzung vom 22. September 1848, Bloem, Abgeordneter für Düsseldorf“.
Mit Lorenz Cantador, Lorenz Clasen, Joseph Euler, Ferdinand Freiligrath, Paul von Hatzfeldt, Sophie von Hatzfeldt, Ferdinand Lassalle, Peter Joseph Neunzig, Carl Quentin, Hugo Wesendonck, Wilhelm Weyers und Julius Wulff gehörte er zu den Hauptakteuren der Märzrevolution in Düsseldorf.
Später kandidierte Bloem in Düsseldorf noch dreimal, aber jedes Mal erfolglos für ein Abgeordnetenmandat: 1862 bei der Wahl zum preußischen Abgeordnetenhaus, 1867 als Kandidat der nationalliberalen Richtung bei der Wahl zum konstituierenden Reichstag des Norddeutschen Bundes, 1871 als Kandidat der vereinigten liberalen Parteien bei der Reichstagswahl. In den Jahren 1861/62–1862/63 und 1869/70–1871/72 war er Meister vom Stuhl der St. Johannis-Freimaurer-Loge „Zu den drei Verbündeten“ in Düsseldorf.